# Val-au-Perche
Val-au-Perche – gmina we Francji, w regionie Normandia, w departamencie Orne. W 2013 roku liczba ludności wynosiła 3823 mieszkańców.
Gmina została utworzona 1 stycznia 2016 roku z połączenia sześciu ówczesnych gmin: Gémages, L’Hermitière, Mâle, La Rouge, Saint-Agnan-sur-Erre oraz Le Theil. Siedzibą gminy została miejscowość Le Theil.